# W85 (Kernwaffe)
Der W85 war ein thermonuklearer Sprengkopf der Vereinigten Staaten von Amerika. Er hatte eine variable Sprengkraft zwischen 5 und 80 Kilotonnen TNT.

## Allgemeines
Der W85-Sprengkopf wurde in den frühen 1970er Jahren als taktischer Sprengsatz für die MGM-31A Pershing IA-Rakete entwickelt – bis zu diesem Zeitpunkt war diese mit einem 400-kt-Sprengkopf (W50) bewaffnet, welcher aufgrund seiner hohen Sprengkraft für den taktischen Einsatz ungeeignet war. Die Pershing II wurde ab 1983 auch mit einem W85-MARV-Sprengkopf ausgestattet. Nach der Aussonderung der Pershing-Raketen in den 1990er Jahren wurden die 120 noch vorhandenen W85-Sprengköpfe in B61-Bomben verbaut.

## Technische Daten
Der W85-Sprengkopf war zylinderförmig gebaut und hatte einen Durchmesser von 33 cm und eine Länge von 110 cm. Der Gefechtskopf wog 400 kg. Der W85 hatte eine einstellbare Sprengkraft von 0,3, 5, 10, 80 Kilotonnen TNT.

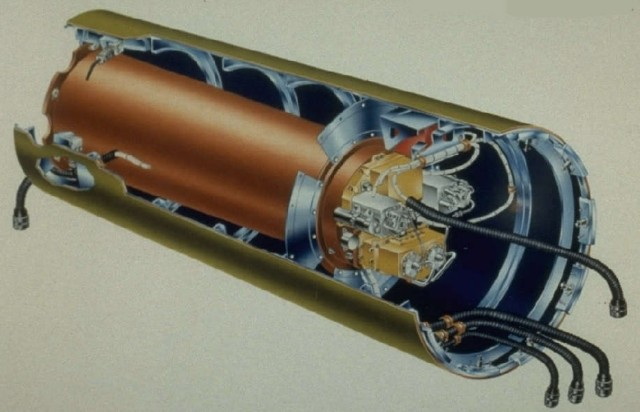
Querschnitt des W85-Sprengkopfes